# Elizabeth Ho
Elizabeth Ho (* 2. Mai 1983 in San Francisco, Kalifornien) ist eine amerikanische Schauspielerin, die bekannt ist für ihre Rolle als Jenny in Disjointed.

## Leben und Karriere
Elizabeth Ho wuchs im kalifornischen San Francisco auf und besuchte die Crystal Springs Uplands School in Hillsborough. Ihre Mutter ist die Schauspielerin und Tänzerin Jennifer Ann Lee, die in mehreren Broadway-Musicals wie A Chorus Line und Jesus Christ Superstar mitspielte. Ho studierte Wirtschaft an der University of Southern California. Nach einer einjährigen Auszeit wechselte sie den Studiengang und machte schließlich den Bachelor of Arts in Theater.
Seit 2007 absolvierte Ho mehrere Gastauftritte in Fernsehserien wie Women’s Murder Club, Castle, Grey’s Anatomy, Two and a Half Men oder 2 Broke Girls und spielte die Hauptrolle im Kurzfilm Kilo. Sie verkörperte Rhonda Cheng in Melissa & Joey. Von 2017 bis 2018 war sie in der Comedyserie Disjointed als Jenny, eine Verkäuferin in einem Marihuana-Geschäft, zu sehen.

## Filmografie (Auswahl)
- 2007: Women’s Murder Club (Folge 1x01)
- 2009: Castle (Folge 2x01)
- 2010: Grey’s Anatomy (Folge 6x17)
- 2010: Two and a Half Men (Folge 7x20)
- 2010: Miami Medical (Folge 1x13)
- 2010: Melissa & Joey (5 Folgen)
- 2011: Bones – Die Knochenjägerin (Bones, Folge 6x13)
- 2012: Navy CIS (NCIS, Folge 9x22)
- 2013: 2 Broke Girls (Folge 2x19)
- 2014: Life Partners
- 2013: Lovesick – Liebe an, Verstand aus (Lovesick)
- 2014: Rake (2 Folgen)
- 2014: Kirby Buckets (Folge 1x07)
- 2015: Marry Me (Folge 1x14)
- 2016: Fifty Shades of Black – Gefährliche Hiebe (Fifty Shades of Black)
- 2017–2018: Disjointed (20 Folgen)
- 2019: Merry Happy Whatever (8 Folgen)
- 2021: Call Me Kat (1 Folge)